# Lisa Mitterbauer
Lisa Mitterbauer (ur. 13 września 1992) – austriacka kolarka górska.

## Kariera
Pierwszy międzynarodowy sukces w karierze Lisa Mitterbauer osiągnęła 1 sierpnia 2014 roku, kiedy zajęła trzecie miejsce w zawodach Pucharu Świata w kolarstwie górskim w Mont-Sainte-Anne. Wyprzedziły ją tam tylko oraz Kathrin Stirnemann ze Szwajcarii oraz Szwedka Alexandra Engen. W sezonie 2014 nie stawała już na podium i w klasyfikacji końcowej zajęła ostatecznie szóste miejsce. Najlepszy wynik na mistrzostwach świata osiągnęła podczas MŚ w Champéry, gdzie zajęła ósmą pozycję w kategorii U-23. Na rozgrywanych trzy lata później mistrzostwach Europy w St. Wendel zajęła dziesiąte miejsce w eliminatorze.